# 森次政裕
森次政裕（日语：／ Moritsugu Masahiro，1998年9月15日—）是一位日本舞者、艺人，隸屬於星塵傳播新人部。
音樂團體超特急的成員，擔任主舞者，團體內代表顏色為棕色。團體活動時使用另一個藝名MASAHIRO。

## 略歷
- 6岁至17岁都以棒球運動為中心，是棒球社的社員。也學習了游泳。從18歲開始學習舞蹈。
- 2017年、從山口縣的高中毕业，搬到东京。因喜歡跳舞而目标成为一名藝人。並就读舞蹈职业学校。
- 2019年、擔任節目【PRODUCE 101 JAPAN】的舞蹈示範影片裡的舞者
- 2020年、參加JUJU的歌曲【STAYIN' ALIVE】MV的伴舞、擔任EBiDAN團體SUPER DRAGON歌曲【ブラックボックス】的編舞輔助、超特急粉絲限定巡迴演唱會「Toooooo8」的伴舞
- 2021年、參加HIKAKIN&SEIKIN的歌曲【FIRE】MV與本田望結的歌曲【Dilemma】MV的伴舞、出演了超特急歌曲「같이 가자」舞蹈企畫的示範影片
- 2022年、作為AAA成員宇野實彩子個人巡迴「All AppreciAte」的伴舞團體「team UNO」成員進行活動
- 2022年8月8日、經過超特急新成員徵選計畫「超特急募」，成為該團體的新成員[1]。

## 出演
※有關以超特急名義參與的活動，請參見相關項目。

### 舞台
- 朗読劇「同姓同名」（2024年5月7日-12日）- 主演・大山正紀

## 來源
1. ↑  . マイナビニュース. 2022-08-09  [2022-09-19]. （原始内容存档于2022-10-09） （日语）.